# Shoshana Zuboff
Shoshana Zuboff, född 18 november 1951, är en amerikansk författare, socialpsykolog, filosof och akademiker som är professor vid Harvard.
Zuboff har skrivit böcker om teknologi och övervakning samt de ekonomiska elementen i dessa.
I sin bok The Age of Surveillance Capitalism tar hon ett helhetsgrepp på teman som hon har behandlat tidigare: den digital revolutionen, kapitalismens evolution, framväxten av individualism, och villkor för mänsklig utveckling.
Zuboffs verk är källan till flera originella koncept, till exempel "surveillance capitalism" (övervakningskapitalism), "instrumentarian power", "the division of learning in society", "economies of action", "the means of behavior modification", "information civilization", "computer-mediated work", "automate/informate", "abstraction of work", och "individualization of consumption". 
Zuboff presenterade begreppet övervakningskapitalism 2014 i en essä i Frankfurter Allgemeine Zeitung.